# Calycopis hesperitis
Calycopis hesperitis är en fjärilsart som beskrevs av Butler och Druce 1872. Calycopis hesperitis ingår i släktet Calycopis och familjen juvelvingar. Inga underarter finns listade i Catalogue of Life.